# Parmotrema protolobulatum
Parmotrema protolobulatum är en lavart som beskrevs av C. H. Ribeiro & Marcelli. Parmotrema protolobulatum ingår i släktet Parmotrema och familjen Parmeliaceae.   Inga underarter finns listade i Catalogue of Life.